# Sản xuất phân tán
Sản xuất phân tán còn được gọi là sản xuất đám mây và sản xuất địa phương, là một hình thức sản xuất phi tập trung mà các doanh nghiệp sử dụng mạng lưới các cơ sở sản xuất phân tán theo địa lý được phối hợp sử dụng công nghệ thông tin. Nó cũng có thể đề cập đến sản xuất địa phương thông qua mô hình công nghiệp nông thôn lịch sử, hoặc sản xuất diễn ra trong nhà của người tiêu dùng.

## Người tiêu dùng
Trong phong trào nhà sản xuất và văn hóa DIY, sản xuất quy mô nhỏ của người tiêu dùng thường sử dụng các tài nguyên ngang hàng với nhau được gọi là sản xuất phân tán. Người tiêu dùng tải xuống các thiết kế kỹ thuật số từ trang web kho lưu trữ thiết kế mở như Youmagine hoặc Thingiverse và sản xuất một sản phẩm với chi phí thấp thông qua mạng lưới phân phối dịch vụ in 3D như 3D Hub hoặc tại nhà với máy in 3-D mã nguồn mở như RepRap.

## Doanh nghiệp
Đặc điểm chính của sản xuất phân tán là khả năng tạo ra giá trị tại các vị trí phân tán theo địa lý thông qua sản xuất. Ví dụ: chi phí vận chuyển có thể được giảm thiểu khi các sản phẩm được sản xuất theo địa lý gần với thị trường dự kiến của chúng. Ngoài ra, các sản phẩm được sản xuất tại một số cơ sở nhỏ được phân phối trên một diện tích rộng có thể được tùy chỉnh với các chi tiết phù hợp với sở thích của từng cá nhân hoặc khu vực. Các thành phần sản xuất ở các địa điểm vật lý khác nhau và sau đó quản lý chuỗi cung ứng để đưa chúng lại với nhau để lắp ráp sản phẩm cuối cùng cũng được coi là một dạng sản xuất phân tán. Các mạng lưới kỹ thuật số kết hợp với sản xuất đắp dần cho phép các công ty phân phối sản xuất phân tán độc lập và địa lý (sản xuất đám mây).

## Thay đổi xã hội
Một số chú ý đến sự kết hợp của sản xuất ngang hàng dựa trên dân chúng với các kỹ thuật sản xuất phân tán. Sự tưởng tượng tự tăng cường của một hệ thống tăng trưởng không ngừng có thể được khắc phục với sự phát triển của nền kinh tế, và ở đây, xã hội dân sự có thể đóng vai trò quan trọng góp phần nâng cao toàn bộ cơ cấu sản xuất lên cao bền vững hơn với năng suất tùy chỉnh. Hơn nữa, đúng là nhiều hậu quả, vấn đề và mối đe dọa tăng lên do sự dân chủ hoá lớn của các phương tiện sản xuất, và đặc biệt là về các vấn đề vật chất. Ví dụ, khả năng tái chế của vật liệu nano tiên tiến vẫn được đặt câu hỏi; sản xuất vũ khí có thể trở nên dễ dàng hơn; chưa kể đến các tác động lên hàng giả và về "sở hữu trí tuệ". Nó có thể được duy trì mà trái ngược với mô hình công nghiệp có động lực cạnh tranh về tính kinh tế của quy mô, sản xuất ngang hàng dựa trên người dân và sản xuất phân tán có thể phát triển các nền kinh tế theo phạm vi. Trong khi những lợi thế của quy mô phần còn lại trên giao thông vận tải toàn cầu giá rẻ, nền kinh tế của phạm vi chia sẻ chi phí cơ sở hạ tầng (tài nguyên sản xuất vô hình và hữu hình), tận dụng khả năng của các công cụ chế tạo. Và theo Neil Gershenfeld trong đó “một số bộ phận kém phát triển nhất trên thế giới cần một số công nghệ tiên tiến nhất”, sản xuất ngang hàng dựa trên dân chúng và sản xuất phân phối có thể cung cấp các công cụ cần thiết để suy nghĩ trên toàn cầu nhưng hành động tại địa phương để đáp ứng các vấn đề và nhu cầu nhất định. Điều này có thể mang hình thức cấp tiến nhất - sản xuất cá nhân riêng biệt.